# Aethiothemis erythromelas
Aethiothemis erythromelas – gatunek ważki z rodziny ważkowatych (Libellulidae). Występuje głównie w Demokratycznej Republice Konga; odnotowane stwierdzenie z Nigerii jest prawdopodobnie błędne.